# Tứ Hải
Tứ Hải (chữ Hán: 四海, nghĩa đen: Bốn Biển) là bốn vùng nước từng được sử dụng để xác định một cách ẩn dụ biên giới của Trung Quốc thời cổ đại. Văn thơ Trung Quốc xưa vẫn hay dùng cụm từ "giữa bốn biển (四海之內 tứ hải chi nội)" để chỉ Trung Quốc.
Bốn biển này bao gồm: phía Bắc là hồ Baikal, phía đông là biển Hoa Đông, phía nam là biển Đông, phía tây là hồ Thanh Hải. Hồ Baikal thực ra là một hồ nước ngọt, chứ không phải là biển. Còn hồ Thanh Hải là một nước mặn. Cả hai đều nằm sâu trong lục địa nhưng có diện tích rất lớn và chúng chỉ là biên giới biểu tượng phản ánh khao khát mở rộng lãnh thổ của các triều đình phong kiến Trung Quốc vì các vùng đất xung quanh hồ Thanh Hải cho đến gần đây vẫn do các bộ tộc du mục (như người Hung Nô) nằm ngoài sự cai trị của Trung Quốc kiểm soát trong khi hồ Baikal hiện tại nằm trong lãnh thổ Liên bang Nga.